# (15249) Capodimonte
Pour les articles homonymes, voir Capodimonte.
(15249) Capodimonte est un astéroïde de la ceinture principale.

## Description
(15249) Capodimonte est un astéroïde de la ceinture principale. Il fut découvert le 28 décembre 1989 à l'observatoire de Haute-Provence par Eric Walter Elst. Il présente une orbite caractérisée par un demi-grand axe de 3,16 UA, une excentricité de 0,12 et une inclinaison de 16,8° par rapport à l'écliptique.

## Compléments